# フェリー・フランケリ
フェリー・フランケリ（Fely Franquelli、1916年 11月11日 - 2002年 1月8日）は、フィリピンの女優。

## 出演作品
- バターンを奪回せよ（ダリセイ・ダルガド）